# آن آرچر
آن آرچر (به انگلیسی: Anne Archer) (زاده ۲۴ اوت ۱۹۴۷) هنرپیشه آمریکایی است.

## جوایز
او با بازی در فیلم جذابیت مرگبار (۱۹۸۷) نامزد جایزه اسکار بهترین بازیگر زن نقش مکمل شد.

## فیلمشناسی

### سینمایی
- ۱۹۷۳ - پسر تمام آمریکایی
- ۱۹۷۶ - نجات غریق
- ۱۹۷۸ - کوچه بهشت
- ۱۹۸۱ - یخ سبز
- ۱۹۸۴ - چهره عریان
- ۱۹۸۷ - جذابیت مرگبار
- ۱۹۹۲ - بازی پاتریوت
- ۱۹۹۳ - برش‌های کوتاه
- ۱۹۹۳ - شهادت بدن
- ۱۹۹۳ - دعاهای خانوادگی
- ۱۹۹۴ - تهدید فوری و آشکار
- ۱۹۹۴ - عزیزم رفت
- ۱۹۹۶- ماه موهاوی
- ۲۰۰۰ - مقررات درگیری
- ۲۰۰۰ - هنر جنگ
- ۲۰۰۳ - عمو نینو
- ۲۰۰۴ - نوامبر
- ۲۰۰۵ - مرد خانه
- ۲۰۰۹ - ارواح دوست‌دخترهای سابق
- ۲۰۱۴ - لالایی

### تلویزیونی
- ۱۹۷۰ - هاوایی فایو-او
- ۱۹۷۱ - آیرونساید
- ۱۹۷۲ - نایت گالری
- ۱۹۷۵ - خانه کوچک
- ۱۹۷۵–۱۹۷۶ - سوئیچ
- ۱۹۷۶ - مک‌کلاود
- ۲۰۰۰ - گدایان و انتخاب‌کنندگان
- ۲۰۰۶ - فیلادلفیا همیشه آفتابی است